# Howard Carter
Howard Carter (Londres, 9 de mayo de 1874-Londres, 2 de marzo de 1939) fue un célebre arqueólogo y egiptólogo inglés mundialmente conocido por descubrir en noviembre de 1922 la tumba KV62, perteneciente al faraón de la dinastía XVIII Tutankamón (Tut-Anj-Amón), en el Valle de los Reyes, frente a Luxor, Egipto. Dicho descubrimiento alcanzó fama mundial debido a que se encontraba intacta tras más de tres milenios, siendo la tumba mejor conservada del Valle de los Reyes.

## Biografía
Howard Carter nació en Kensington el 9 de mayo de 1874, siendo el menor de una familia de once hermanos, aunque creció en Swaffham, al norte de Norfolk, lugar de nacimiento de sus progenitores. Su padre, Samuel Carter, fue un célebre artista conocido en toda Inglaterra que enseñó a su hijo los fundamentos del dibujo y la pintura. A pesar de ser sumamente inteligente, asistió muy poco a la escuela por motivos de salud.
La mansión cercana de la familia Amherst, Didlington Hall, albergaba una colección considerable de antigüedades egipcias que pronto llamaron la atención del joven Carter. La señora Amherst se impresionó de sus habilidades artísticas y pronto alentó a la Egypt Exploration Society para que visitara a Percy Newberry, que en ese momento se encontraba excavando y documentando tumbas del Imperio Medio en Beni Hassan. A sus 17 años, acepta el encargo y una vez allí, copia los bajorrelieves. En 1892 estuvo bajo la tutela de William Flinders Petrie durante una temporada en Amarna, la capital fundada por el faraón Akenatón. Entre 1894 y 1899 trabajó con Édouard Naville en Deir el-Bahari, donde dibujó los relieves del templo de Hatshepsut.
En 1899, Carter fue nombrado inspector de monumentos en el Alto Egipto del Servicio de Antigüedades Egipcias (EAS). Instalado en Luxor, supervisó numerosas excavaciones y restauraciones en la cercana Tebas, mientras que en el Valle de los Reyes se encargó de inspeccionar la exploración sistemática del arqueólogo estadounidense Theodore Davis. En 1904, tras una disputa con los nativos por los saqueos en las tumbas, fue transferido al Bajo Egipto. Carter fue alabado por sus esfuerzos en mejorar la accesibilidad a los yacimientos y su técnica para encontrar necrópolis. Asimismo, el Servicio de Antigüedades le suministró recursos económicos para financiar sus propias excavaciones.
Carter renunció a su puesto en el Servicio de Antigüedades en 1905 tras una investigación conocida como el Caso Saqqara, una violenta confrontación entre los guardias de un yacimiento egipcio y turistas franceses. Carter defendió a los trabajadores egipcios, negándose a disculparse cuando las autoridades francesas realizaron una queja oficial. Carter regresó a Luxor y quedó desempleado durante tres años. Se ganó la vida vendiendo acuarelas a los turistas y, en 1906, trabajando como dibujante para Theodore Davis.

## La tumba de Tutankamón

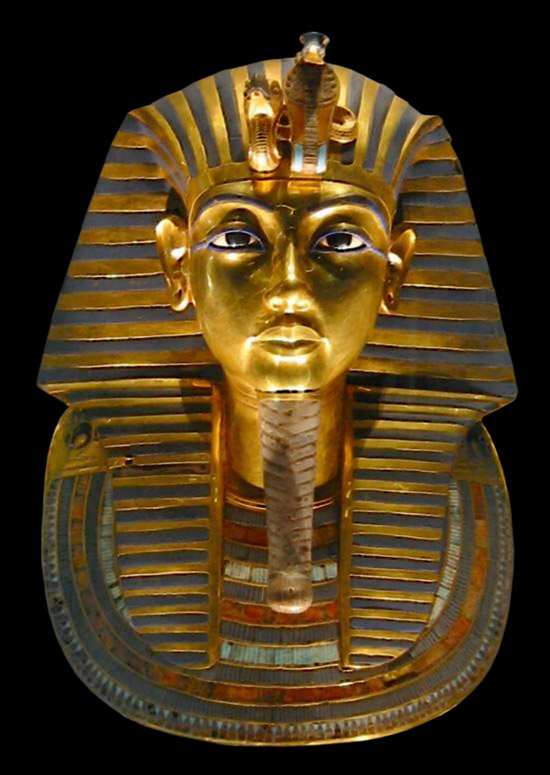
Máscara funeraria de Tutankamón en el Museo Egipcio de El Cairo

En 1907 Carter comenzó a trabajar para lord Carnarvon, un noble aficionado a la arqueología, como supervisor de las excavaciones en Deir el-Bahari, cerca de Tebas. Gaston Maspero, presidente del Servicio de Antigüedades Egipcio, recomendó a Carnarvon contratar a Carter debido a los métodos arqueológicos modernos que este empleaba.
En 1914, lord Carnarvon recibió los permisos para excavar en el Valle de los Reyes y Carter fue contratado de nuevo para liderar los trabajos. Se encargó de encontrar tumbas que pasaron desapercibidas en expediciones anteriores, en particular la del faraón Tutankamón. Sin embargo, la Primera Guerra Mundial paralizó las excavaciones y Carter trabajó como diplomático y traductor del Gobierno británico durante la contienda. Así pues, reanudó los trabajos a finales de 1917.
Para 1922, lord Carnarvon se impacientaba ante la ausencia de resultados tras varios años de búsqueda y se planteó la retirada de fondos. Tras una discusión con Carter, aceptó financiar una última temporada en el Valle de los Reyes. El 4 de noviembre de 1922, el aguador del equipo se tropezó con una piedra que resultó ser el comienzo de una escalinata. Carter excavó los escalones parcialmente hasta el hallazgo de una puerta de barro en la que se observaban varios cartuchos egipcios, sellos con escritura jeroglífica. El arqueólogo ordenó rellenar la escalera de nuevo y mandó un telegrama a Carnarvon, quien llegó de Inglaterra el 23 de noviembre, dos semanas y media después, acompañado de su hija, Evelyn Herbert.
El 24 de noviembre de 1922 se excavó la escalera en su totalidad y el cartucho egipcio en el acceso, que indicaba el nombre de Tutankamón. Dos días más tarde, Carter, Carnarvon, Evelyn y el ayudante Arthur Callender realizaron una «pequeña abertura en la esquina superior izquierda» de la entrada, utilizando un cincel que su abuela le había regalado para su decimoséptimo cumpleaños. Carter pudo vislumbrar el interior gracias a la luz de una vela y ver tesoros dorados y en marfil. Carnarvon le preguntó si podía ver algo y Carter le respondió con su famosa frase: «¡Sí, puedo ver cosas maravillosas!» Carter había descubierto la tumba de Tutankamón, que más adelante sería conocida como KV62. La sepultura fue protegida hasta la llegada de un oficial del Departamento de Antigüedades Egipcias al día siguiente, aunque esa noche, los cuatro aparentemente volvieron y entraron sin permiso, convirtiéndose en las primeras personas en tres milenios en acceder al enterramiento.
La mañana siguiente, 27 de noviembre, vio la inspección de la tumba a manos de un oficial egipcio. Callender accedió con luz eléctrica, iluminando una vasta colección de objetos, incluyendo divanes, cofres, tronos y altares. Asimismo, hallaron evidencias de estancias anexas, incluyendo una puerta sellada hacia la cámara del sarcófago, flanqueada por dos estatuas de Tutankamón. A pesar de la existencia de signos de expolios en tiempos antiguos, la tumba se encontraba intacta y se calculó que albergaba más de 5000 objetos. El 29 de noviembre la tumba se abrió oficialmente en presencia de varios dignatarios invitados y oficiales egipcios.
Tras percatarse de la magnitud de la tarea, Carter pidió ayuda a Albert Lythgoe del equipo de excavación del Metropolitan Museum de Nueva York, que trabajaba en las cercanías, quien prestó a parte de su equipo, incluyendo a Arthur Mace y el fotógrafo Harry Burton, mientras que el Gobierno egipcio mandó al químico analítico Alfred Lucas. El 16 de febrero de 1923, Carter abrió la puerta sellada y confirmó que dirigía al sarcófago de Tutankamón. La tumba fue considerada la mejor preservada e intacta del Valle de los Reyes y su descubrimiento alcanzó a la prensa mundial. Lord Carnarvon vendió la exclusiva a The Times, lo que enfureció al resto de la prensa.
A finales de febrero de 1923, una discusión entre Carnarvon y Carter, probablemente causada por cómo lidiar con las autoridades egipcias, interrumpió la excavación temporalmente. Los trabajos se renaudaron en marzo tras una disculpa de Carnarvon a Carter. A finales de ese mes Carnarvon contrajo bacteriemia por la picadura de un insecto mientras se hospedaba en Luxor, cerca de la tumba, y falleció el 5 de abril de ese año. Los meticulosos métodos de catalogación de los miles de objetos de la tumba ocupó a Carter durante casi diez años, siendo trasladados al Museo Egipcio de El Cairo.
A pesar de la importancia de este hallazgo arqueológico, Carter nunca recibió honores del Gobierno británico. Sin embargo, en 1926, recibió la Orden del Nilo del monarca Fuad I de Egipto. Además, por sus méritos y hallazgos le fue conferido el doctorado honoris causa en Ciencias por la Universidad de Yale y con la membresía honoraria de la Real Academia de la Historia de Madrid, en España.
Carter escribió varios libros de egiptología durante su carrera, incluyendo Five Years' Exploration at Thebes, escrito junto con Carnarvon en 1912, y un volumen de tres libros sobre el descubrimiento y la excavación de la tumba de Tutankamón. También, describió sus discursos sobre el descubrimiento en la gira de 1924 en Reino Unido, Francia, España y los Estados Unidos. En 1931 anunció su intención de buscar en Asia Menor la tumba de Alejandro Magno, pero no llegó a llevar a cabo el proyecto.

## Fallecimiento
Una vez catalogados todos los artefactos de la KV62, Carter se retiró de la arqueología. Continuó habitando en su casa cerca de Luxor en invierno y retuvo un piso en Londres pero, a medida que el interés en Tutankamón se apagaba, tuvo una vida solitaria y pocos amigos cercanos. Trabajó a tiempo parcial como agente para coleccionistas y museos, incluyendo el Museo de Arte de Cleveland y el Instituto de Artes de Detroit.
Carter falleció en su piso londinense de la calle Albert Court, número 49, cerca del Royal Albert Hall, el 2 de marzo de 1939, a la edad de 64 años, debido a la enfermedad de Hodgkin. Su muerte a esta, para entonces, avanzada edad es la evidencia más comúnmente esgrimida para refutar la leyenda de la «maldición de los faraones» que, se supone, recayó sobre el grupo que profanó la tumba de Tutankamón al entrar en ella. Fue enterrado en el cementerio de Putney Vale, al oeste de Londres, cuatro días más tarde, asistiendo nueve personas a su funeral. En el epitafio de su tumba puede leerse: «Larga vida a tu espíritu; que pases millones de años, tú que amas Tebas, sentado con el rostro hacia el viento norteño y los ojos resplandecientes de felicidad», una cita prestada de la copa de Tutankamón, y «Oh, noche, extiende sobre mí tus alas, como las estrellas imperecederas».

## Legado

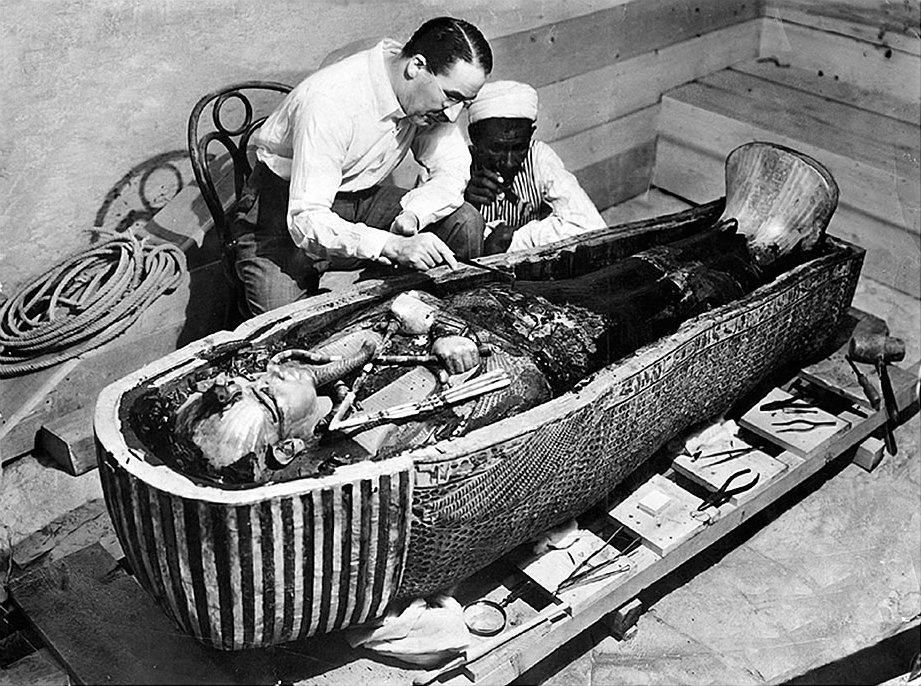
Howard Carter examina el sarcófago de Tutankamón en 1923, meses después de su descubrimiento.

En noviembre de 2010, tras quince años de trabajo (más que los diez que Carter empleó en vaciarla), el Griffith Institute, «que conserva las notas, fotografías y diarios de excavación de Howard Carter, ha culminado la creación de una base de datos con las fotografías y las fichas del arqueólogo de los 5398 objetos de la tumba de Tutankamón. De la célebre máscara de oro al más humilde y minúsculo colgante, trocito de vidrio o de lino...».
El egiptólogo checo Jaromir Malek, conservador de los archivos del Instituto Griffith de Oxford y responsable de los trabajos de digitalización, apuntaba algunas observaciones de interés: «Howard Carter, aunque sin duda difícil, era un hombre de mucho talento, de enorme intuición, y un trabajador incansable. Todos habríamos tirado la toalla ante las dificultades que él afrontó. Si hubiera sido un tipo fácil y amable, no habría descubierto la tumba de Tutankamón ni habría terminado de excavarla».

## Galería de imágenes

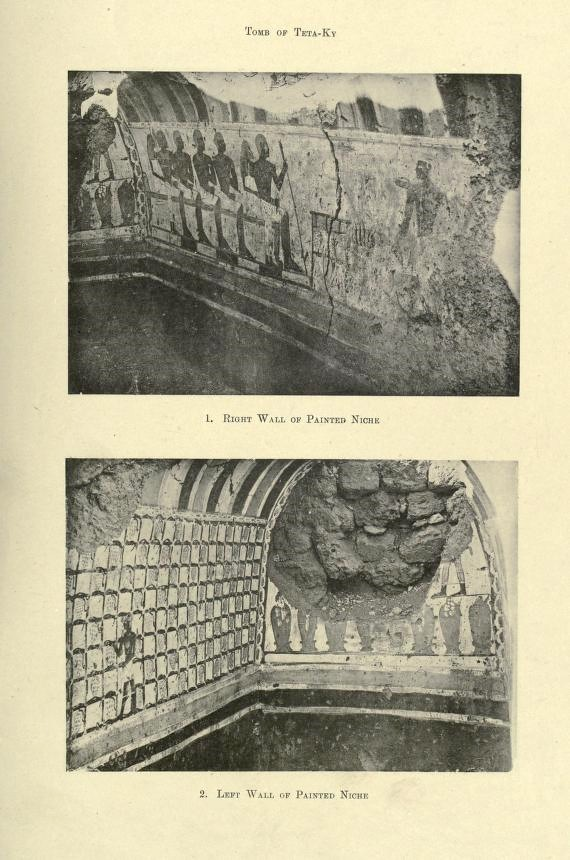
Tumba de Teta-Ky tal como  la encontraron Carter y Carnarvon en 1908
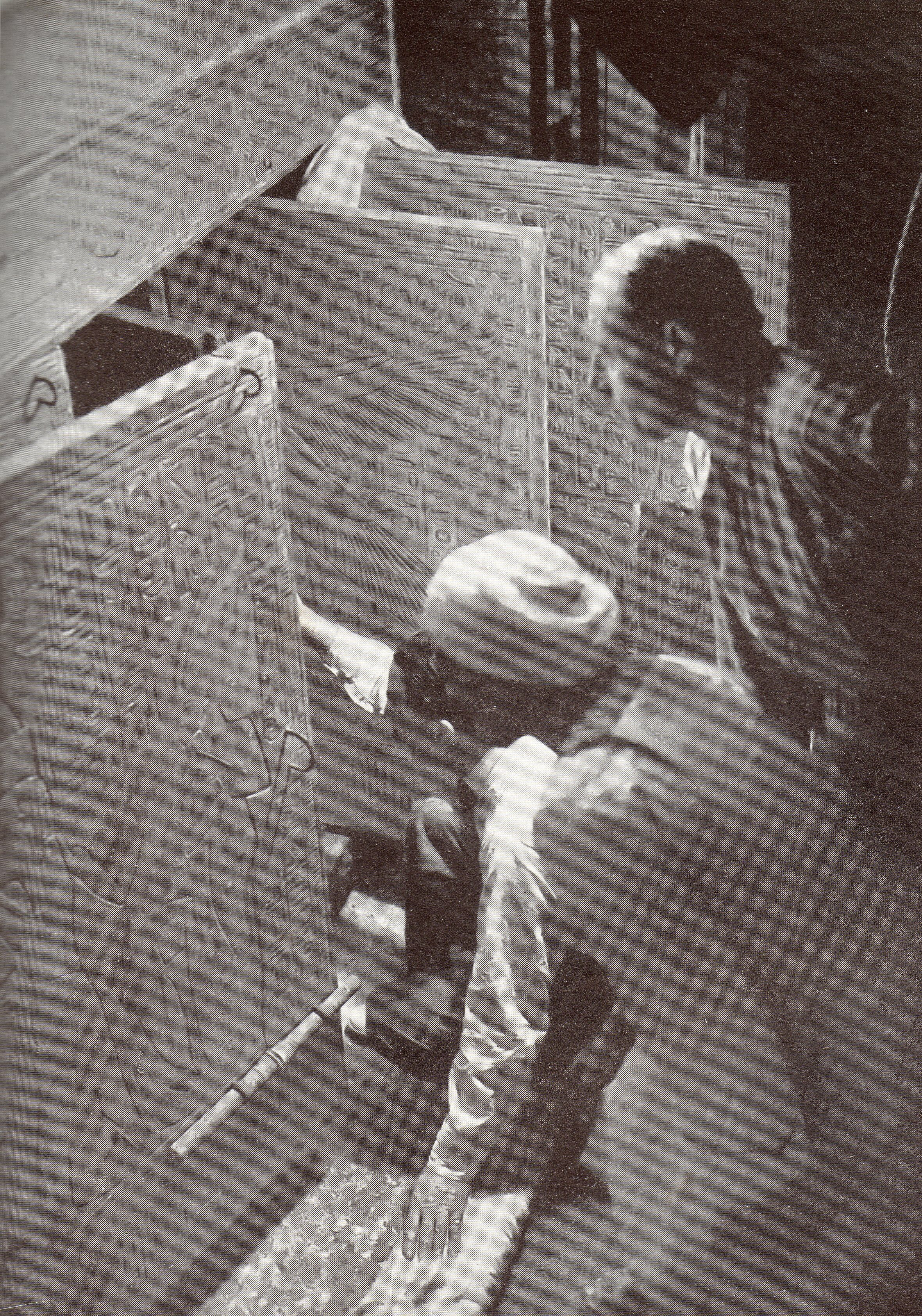
Fotografía del momento en que Howard Carter abre la capilla funeraria donde se encontraba la momia del faraón Tutankamón
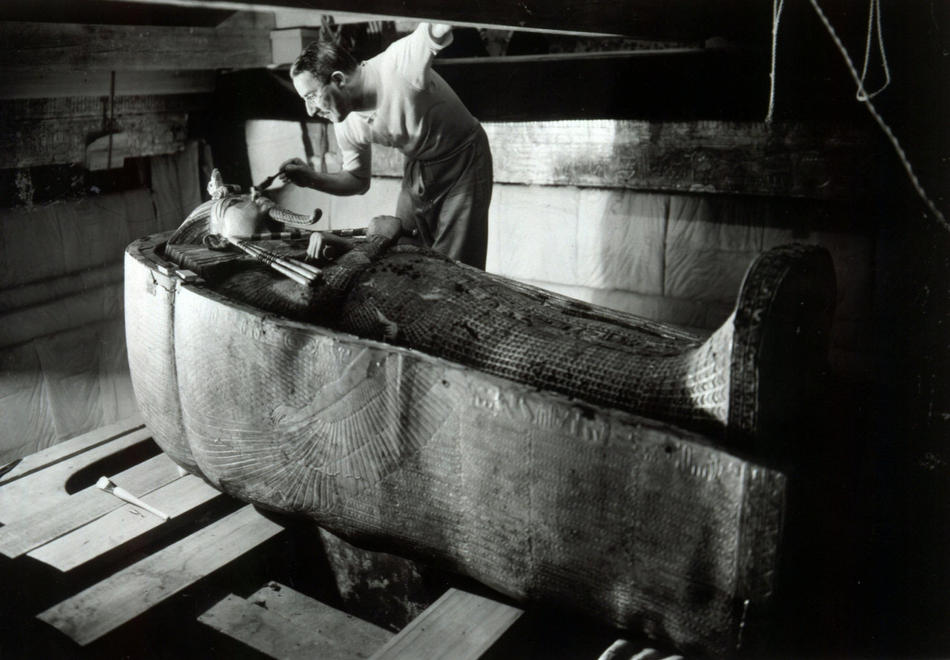
Carter examina la tumba de Tutankamón, 1924
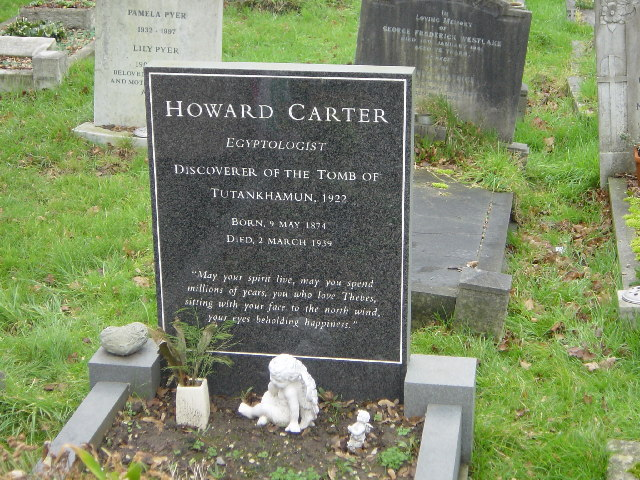
Tumba de Howard Carter, en el cementerio de Putney Vale, Londres.
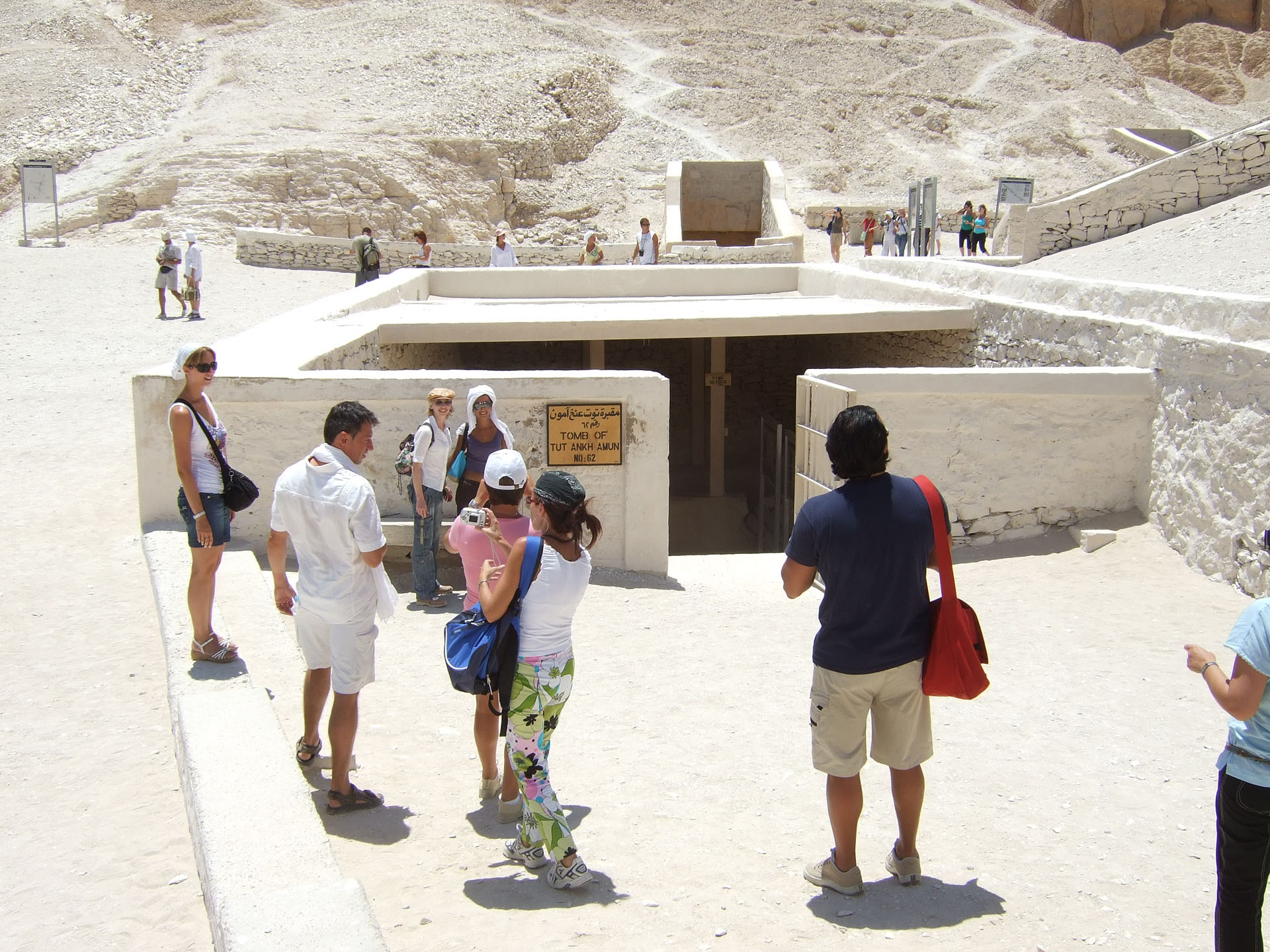
Vista del Valle de los Reyes y la entrada a la tumba de Tutankamón, 2007